# Tombrapa Gladys Grikpa
Tombrapa Gladys Grikpa  (* 9. September 1993) ist eine nigerianische Radsportlerin, die Rennen auf Bahn und Straße bestreitet.

## Sportliche Laufbahn
Ihre ersten sportlichen Erfolge hatte Tombrapa Gladys Grikpa auf der Straße: 2013 errang sie gemeinsam mit Rosemary Marcus und Glory Odiase bei den Afrikameisterschaften Silber im Mannschaftszeitfahren. Bei den Afrikaspielen 2015 errang sie zwei Medaillen: Gold im Mannschaftszeitfahren und Silber im Straßenrennen.
Nach einer Rennpause startete Grikpa bei den Afrikameisterschaften 2019 auf der Bahn. Sie gewann mit einmal Silber im Sprint und jeweils Bronze in Keirin und im 500-Meter-Zeitfahren die einzigen Elite-Medaillen für Nigeria. 2022 wurde sie Afrikameisterin im Sprint.

## Erfolge

### Straße
2013
- Afrikameisterschaft – Mannschaftszeitfahren (mit Rosemary Marcus und Glory Odiase)

2015
- Afrikaspielesiegerin – Mannschaftszeitfahren (mit Rosemary Marcus. Happy Okafor und Glory Odiase)
- Afrikaspiele – Straßenrennen

### Bahn
2019
- Afrikameisterschaft – Sprint
- Afrikameisterschaft – Keirin, 500-Meter-Zeitfahren

2022
- Afrikameisterin – Sprint

2024
- Afrikameisterschaft – Sprint, Teamsprint (mit Tawakalt Yekeen und Grace Ayuba), Mannschaftsverfolgung (mit Tawakalt Yekeen, Grace Ayuba und Patience Effiong Otoudung)
- Afrikameisterschaft – Keirin, Scratch